# Mita Medici
Mita Medici, née Patrizia Vistarini à Rome le 20 août 1950, est une actrice italienne, chanteuse, modèle et personnalité de la télévision.
Elle est parfois créditée sous le nom de Patrizia Perini.

## Biographie
Fille de l'acteur Franco Silva et d'Anna Maria Perini, Miss Rome, sœur de la parolière, scénariste et romancière Carla Vistarini, elle remporte en 1965, à l'âge de quinze ans, le concours Miss Teenager au Piper Club de Rome sous le nom de scène de Patrizia Perini, qu'elle change bientôt en Mita Medici ; cette victoire lui permet de faire ses débuts dans le film L'estate (1966), qui sera suivi, entre autres, de Non stuzzicate la zanzara, Allô, il y a une certaine Giuliana pour toi (1967), Colpo di sole (it) (1968), Come ti chiami, amore mio? (it) et Un amour à trois (1969).
Elle devient connue sous le nom de Piper Girl, et le groupe vénitien Le Orme lui dédie la chanson Mita, Mita,,,, présente sur l'album Ad gloriam ; Elle aborde ensuite la chanson et signe un contrat sur le label Fonit Cetra, qui la fait participer à la Caravella dei successi (it) avec la chanson Nella vita c'è un momento, une reprise de Early in the morning de Vanity Fare traduite par Sergio Bardotti et publiée sur un 45-tours avec Questo amore finito così en face b (écrite par trois membres des New Trolls, Giorgio D'Adamo, Vittorio De Scalzi et Nico Di Palo).

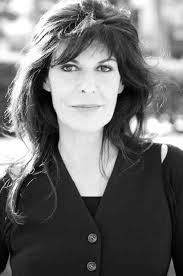
Mita Medici.

En 1970, elle fait ses débuts sur le petit écran dans le feuilleton Coralba, réalisé par Daniele D'Anza ; la même année, elle présente le Cantagiro, en chantant le générique d'ouverture Un posto per me (la chanson au verso, Avventura che nasce, composée par Franco De Bellis et Fabio Cantini et Pierluigi Noci sur des paroles d'Edoardo Vianello et Franco Califano). Après un autre 45-tours, elle signe un contrat avec le label Compagnia Generale del Disco. Elle inaugure ce contrat avec la chanson Quei giorni, écrite par Carla Vistarini et le compositeur Luigi Lopez. Son principal succès restera la chanson A ruota libera, qui, en 1973, se classe au 10e rang du palmarès musical italien.
En 1973, elle anime des émissions comme Canzonissima avec Pippo Baudo, dont elle chante le générique, Ruota libera ; deux ans plus tard, elle joue dans l'adaptation télévisée de l'opérette allemande L'Auberge du Cheval-Blanc, réalisée par Vito Molinari, avec Angela Luce, Paolo Poli et Tony Renis. En 1974, elle participe à la comédie musicale Una ragazza, sur Rai 1, réalisée par Giancarlo Nicotra, sur des paroles de Carla Vistarini et une musique de Luigi Lopez, dont est tiré l'album Per una volta. À cette époque, elle pose pour l'édition italienne du magazine Playboy.
Elle joue dans Il signore di Ballantrae (1979), réalisé par Anton Giulio Majano, l'adaptation télévisée du roman de Stevenson Le Maître de Ballantrae diffusée sur Rai 2 en 1990-1991. La même année, elle anime l'émission Sereno variabile aux côtés d'Osvaldo Bevilacqua ainsi que l'émission quotidienne Detto tra noi.
De 1997 à 2003, elle fait partie des acteurs secondaires du feuilleton Un posto al sole dans le rôle de Marisa Saviani. En 2001, elle fait à nouveau partie des seconds rôles dans le feuilleton Centovetrine.
En 2005 et 2006, elle fait partie des personnages principaux des deuxième et troisième saisons de Un ciclone in famiglia, réalisées par Carlo Vanzina.
Elle est également très active au théâtre, où elle fait ses débuts en 1972 avec Garinei et Giovannini dans la comédie musicale Ciao Rudy (dans la bande son de laquelle elle interprète la chanson Gente matta) ; suivent, entre autres, les interprétations théâtrales Don Juan et Faust de Christian Dietrich Grabbe, Le Songe d'une nuit d'été de Shakespeare, Le Guépard (mise en scène de Franco Enriquez), Le Marchand de Venise (mise en scène de Giancarlo Cobelli), Le Bel Indifférent de Cocteau, Ugo de Carla Vistarini, Chiacchiere (mise en scène de Franco Però), Il giocattolaio (mise en scène de G. Fusco), Le Père et Mademoiselle Julie d'August Strindberg, Les Femmes savantes de Molière, Phèdre de Ghiannis Ritsos, Rodolfo Valentino, l'emigrante leggendario, écrit et mis en scène par Rina Lagioia, dans lequel il incarne la vedette Rodolfo Valentino. En août 2023, elle présente Elena o della passione amorosa, écrite et mise en scène par Salvo Bitonti.

## Filmographie

### Cinéma
- 1966 : Comment j’ai appris à aimer les femmes (Come imparai ad amare le donne) de Luciano Salce
- 1966 : L'estate de Paolo Spinola
- 1967 : Pronto... c'è una certa Giuliana per te de Massimo Franciosa
- 1967 : Non stuzzicate la zanzara de Lina Wertmüller
- 1968 : Colpo di sole (it) de Mino Guerrini
- 1969 : Un amour à trois (Plagio) de Sergio Capogna
- 1969 : Mercanti di vergini de Renato Dall'Ara
- 1970 : Come ti chiami, amore mio? (it) d'Umberto Silva
- 1979 : Ombre de Giorgio Cavedon
- 1991 : Antelope Cobbler d'Antonio Falduto
- 1992 : Gole ruggenti (it) de Pier Francesco Pingitore
- 1992 : Cinecittà... Cinecittà (it) de Renzo Badolisani (it)
- 1997 : L'amico di Wang de Carl Haber
- 2003 : Amorfù (it) d'Emanuela Piovano
- 2005 : ...e se domani (it) de Giovanni La Parola
- 2009 : Feisbum de Serafino Murri (it)
- 2011 : Un milione di giorni (it) de Manuel Giliberti
- 2016 : Calcolo infinitesimale de Papetti Merot

### Télévision
- 1992 : Seulement par amour Francesca (Il cielo non cade mai), téléfilm franco-italien
- 1999 : Morte di una ragazza perbene (it), mini-série de Luigi Perelli

#### Variétés télévisées
- 1970 : Cantagiro 1970 (Rai 1)
- 1973-1974 : Canzonissima (Rai 1)
- 1990-1991 : Sereno Variabile (Rai 2)
- 1991 : Detto tra noi (Rai 2)

## Discographie
- 1973 : A ruota libera
- 1975 : Per una volta (it)